# Wish in One Hand...
Wish in One Hand is de elfde ep van de Amerikaanse indierock-muziekgroep Guided by Voices. Teenage FBI werd later opnieuw opgenomen voor Do the Collapse. De nieuwe versie van het nummer verscheen tevens op de officiële soundtracks van de tv-serie Buffy the Vampire Slayer en het videospel NCAA Football 2006.

## Tracklist
1. Teenage FBI (originele versie)
2. Now I'm Crying
3. Real